# Пареха, Оскар
О́скар Алекса́ндер Паре́ха Го́мес (исп. Óscar Alexander Pareja Gómez; 10 августа 1968, Медельин, Колумбия) — колумбийский футболист, выступавший на позиции полузащитника, и футбольный тренер. С 2020 года — главный тренер клуба MLS «Орландо Сити».

## Карьера игрока

### Клубная карьера
Профессиональную карьеру Пареха начал в 1987 году в «Индепендьенте Медельин». В сезоне 1993 вместе с ДИМ стал серебряным призёром чемпионата Колумбии.
С 1995 года выступал за «Депортиво Кали». В сезоне 1995/96 в составе «зелёно-белых» стал чемпионом Колумбии.
26 мая 1998 года Пареха перешёл в клуб MLS «Нью-Инглэнд Революшн». В североамериканской лиге дебютировал 14 июня 1998 года в матче против «Чикаго Файр».
15 августа 1998 года «Нью-Инглэнд Революшн» обменял Пареху в «Даллас Бёрн» на Дамиана Альвареса. Его дебют за техасский клуб состоялся 29 августа 1998 года в матче против «Метростарз». 24 апреля 1999 года в матче против «Коламбус Крю» он забил свой первый гол в MLS. Болельщики «Даллас Бёрн» два сезона подряд, в 2001 и 2002, признавали Пареху самым ценным игроком клуба. По итогам сезона 2002 Пареха был включён в символическую сборную MLS. По окончании сезона 2005 Пареха завершил карьеру футболиста.

### Карьера в сборной
В составе сборной Колумбии Пареха принимал участие в Кубке Америки 1991.

## Карьера тренера
9 января 2006 года Пареха вернулся в «Даллас», заняв должность ассистента главного тренера.
В ноябре 2007 года Пареха стал ассистентом у своего соотечественника Уильмера Кабреры в сборной США до 17 лет.
В июле 2008 года Пареха вновь пришёл в «Даллас», заняв позиции директора по развитию игроков в молодёжной системе и главного тренера юниорских команд. В 2011 году также работал ассистентом главного тренера первой команды и главным тренером команды резервистом.
5 января 2012 года Пареха был назначен главным тренером «Колорадо Рэпидз».
10 января 2014 года «Даллас» назначил Пареху на должность главного тренера, выменяв его контракт у «Колорадо Рэпидз» на пик первого раунда Супердрафта MLS 2015 и распределительные средства. В 2016 году «Даллас» под руководством Парехи завоевал Открытый кубок США и стал победителем регулярного чемпионата MLS. По итогам сезона 2016 Пареха был признан тренером года в MLS. 30 марта 2017 года тренер подписал с клубом новый многолетний контракт. 19 ноября 2018 года Пареха и «Даллас» расторгли контракт по взаимному согласию сторон.
27 ноября 2018 года Пареха был назначен главным тренером клуба чемпионата Мексики «Тихуана». В клаусуре 2019 «шолос» пробился в лигилью, но выбыл в четвертьфинале. По окончании апертуры 2019, в которой клуб финишировал в трёх очках ниже зоны плей-офф, Пареха покинул «Тихуану».
4 декабря 2019 года Пареха вернулся в MLS, став главным тренером «Орландо Сити».

### Статистика
| Команда         | Начало работы  | Окончание работы | Результаты | Результаты | Результаты | Результаты | Результаты | Результаты | Результаты | Результаты |
| Команда         | Начало работы  | Окончание работы | И          | В          | Н          | П          | ГЗ         | ГП         | РГ         | В %        |
| --------------- | -------------- | ---------------- | ---------- | ---------- | ---------- | ---------- | ---------- | ---------- | ---------- | ---------- |
| Колорадо Рэпидз | 5 января 2012  | 4 января 2014    | 72         | 26         | 13         | 33         | 93         | 96         | −3         | 036,11     |
| Даллас          | 10 января 2014 | 16 ноября 2018   | 206        | 97         | 50         | 59         | 324        | 271        | +53        | 047,09     |
| Тихуана         | 27 ноября 2018 | 25 ноября 2019   | 49         | 23         | 6          | 20         | 71         | 77         | −6         | 046,94     |
| Орландо Сити    | 4 декабря 2019 | н. в.            | 2          | 0          | 1          | 1          | 1          | 2          | −1         | 000,00     |
| Всего           | Всего          | Всего            | 329        | 146        | 70         | 113        | 489        | 446        | +43        | 044,38     |

Источник: Transfermarkt

## Достижения
Как игрока
Командные
 «Депортиво Кали»
- Чемпион Колумбии 1995/96

Индивидуальные
- Член символической сборной MLS: 2002

Как тренера
Командные
 «Даллас»
- Победитель регулярного чемпионата MLS: 2016
- Обладатель Открытого кубка США: 2016

Индивидуальные
- Тренер года в MLS: 2016